# Paradelphomyia (Oxyrhiza) distivena
Paradelphomyia (Oxyrhiza) distivena is een tweevleugelige uit de familie steltmuggen (Limoniidae). De soort komt voor in het Oriëntaals gebied.